# Meniscomorpha lopezi
Meniscomorpha lopezi är en stekelart som först beskrevs av Blanchard 1935.  Meniscomorpha lopezi ingår i släktet Meniscomorpha och familjen brokparasitsteklar. Inga underarter finns listade i Catalogue of Life.